# Julije Rorauer
Julije Rorauer, hrvaški pedagog in pravnik, * 1859, Senj, † 1912, Dunaj.
Rorauer je bil rektor Univerze v Zagrebu v študijskem letu 1910/11 ter profesor na Pravni fakulteti.